# Цења (Бјела)
Цења је насеље у Италији у округу Бијела, региону Пијемонт.
Према процени из 2011. у насељу је живело 36 становника. Насеље се налази на надморској висини од 1021 м.